# Ursa lunula
Ursa lunula là một loài nhện trong họ Araneidae.
Loài này thuộc chi Ursa. Ursa lunula được Hercule Nicolet miêu tả năm 1849.